# Temnostoma pallidum
Temnostoma pallidum är en tvåvingeart som beskrevs av Sack 1910. Temnostoma pallidum ingår i släktet tigerblomflugor, och familjen blomflugor. Inga underarter finns listade i Catalogue of Life.